# Cacicus sclateri
El cacique ecuatoriano (Cacicus sclateri) es una especie de ave paseriforme de la familia Icteridae propia noroeste de Sudamérica.

## Distribución
Se encuentra en Colombia, Ecuador y Perú. 

## Hábitat
Su hábitat natural son los bosques húmedos tropicales de tierras bajas.